# El jetón
El Jetón es una recopilación de catorce relatos del autor salvadoreño Arturo Ambrogi. La obra fue originalmente publicada en la Editorial del Diario La Prensa, el año 1936, y se enmarca en una corriente realista-costumbrista.
De acuerdo a una crítica:

Es la obra más madura y completa del autor. Presenta una visión personal del ambiente rural de El Salvador. Con prosa lúcida, detallista, fulgurante, tremenda, penetra en las costumbres y en la realidad del trabajador agrario, envuelto en una atmósfera de superstición, indigencia, mito y fantasía.

Relatos:
- El Jetón
- El Arreo
- Cuando Brama la Barra
- La Molienda
- La Bruja
- La Sacadera
- Las Pescas del Miércoles de Ceniza
- La Muerte del Rey Moro
- La Siguanaba
- El Chapulín
- El Rezo del Santo
- El Bruno
- La Merca del Acordeón
- Las Panchitas